# 1926-os Grand Prix-szezon
Az 1926-os Grand Prix-szezon volt a Grand Prix-versenyzés tizenkilencedik, a konstruktőri világbajnokság második szezonja. A világbajnoki versenyek (korábban Grandes Épreuves) száma 5-re bővült, miután a San Sebastiáni Nagydíj is megkapta ezt a státuszt.

## Versenyek

### Konstruktőri világbajnokság
| Verseny                        | Helyszín     | Időpont       | Győztes versenyző            | Győztes konstruktőr | Összefoglaló |
| ------------------------------ | ------------ | ------------- | ---------------------------- | ------------------- | ------------ |
| indianapolisi 500              | Indianapolis | Május 31.     | Frank Lockhart               | Miller              | Összefoglaló |
| francia nagydíj                | Miramas      | Június 27.    | Jules Goux                   | Bugatti             | Összefoglaló |
| san sebastiáni/európai nagydíj | Lasarte      | Július 18.    | Jules Goux                   | Bugatti             | Összefoglaló |
| brit nagydíj                   | Brooklands   | Augusztus 7.  | Robert Sénéchal Louis Wagner | Delage              | Összefoglaló |
| olasz nagydíj                  | Monza        | Szeptember 5. | Louis Charavel               | Bugatti             | Összefoglaló |

### Egyéb versenyek
| Verseny                       | Helyszín      | Időpont        | Győztes versenyző   | Győztes konstruktőr | Összefoglaló |
| ----------------------------- | ------------- | -------------- | ------------------- | ------------------- | ------------ |
| Pozzo-nagydíj                 | Verona        | Március 21.    | Alessandro Consonno | Bugatti             | Összefoglaló |
| római nagydíj                 | Valle Giulia  | Március 28.    | Aymo Maggi          | Bugatti             | Összefoglaló |
| Provence-i nagydíj            | Miramas       | Március 28.    | Henry Segrave       | Talbot              | Összefoglaló |
| alessandriai nagydíj          | Alessandria   | Április 4.     | Giovanni Alloatti   | Bugatti             | Összefoglaló |
| Coppa Florio                  | Madonie       | Április 25.    | Meo Constantini     | Bugatti             | Összefoglaló |
| Targa Florio                  | Madonie       | Április 25.    | Meo Constantini     | Bugatti             | Összefoglaló |
| Coppa Vinci                   | Messina       | Május 2.       | Renato Balestrero   | O.M.                | Összefoglaló |
| tripoli nagydíj               | Tripoli       | Május 2.       | François Eysermann  | Bugatti             | Összefoglaló |
| saviói nagydíj                | Ravenna       | Május 23.      | Gastone Brilli-Peri | Ballot              | Összefoglaló |
| Perugia-kupa                  | Perugia       | Május 30.      | Emilio Materassi    | Itala               | Összefoglaló |
| mugellói nagydíj              | Mugello       | Június 27.     | Emilio Materassi    | Itala               | Összefoglaló |
| camaiorei nagydíj             | Camaiore      | Július 18.     | Baconin Borzacchini | Salmson             | Összefoglaló |
| spanyol nagydíj               | Lasarte       | Július 25.     | Meo Constantini     | Bugatti             | Összefoglaló |
| Marne nagydíj                 | Reims-Gueux   | Július 25.     | François Lescot     | Bugatti             | Összefoglaló |
| Comminges nagydíj             | Saint-Gaudens | Augusztus 1.   | Louis Chiron        | Bugatti             | Összefoglaló |
| Coppa Acerbo                  | Pescara       | Augusztus 7.   | Luigi Spinozzi      | Bugatti             | Összefoglaló |
| Coppa Montenero               | Montenero     | Augusztus 15.  | Emilio Materassi    | Itala               | Összefoglaló |
| Boulogne-i nagydíj            | Boulogne      | Augusztus 28.  | George Eyston       | Bugatti             | Összefoglaló |
| La Baule-i nagydíj            | La Baule      | Augusztus 28.  | Louis Wagner        | Delage              | Összefoglaló |
| milánói nagydíj               | Monza         | Szeptember 12. | Meo Constantini     | Bugatti             | Összefoglaló |
| Solituderennen                | Solitude      | Szeptember 12. | Otto Merz           | Mercedes            | Összefoglaló |
| Junior Car Club 200 mile race | Brooklands    | Szeptember 25. | Henry Segrave       | Delage              | Összefoglaló |
| Salon-nagydíj                 | Montlhéry     | Október 17.    | Albert Divo         | Talbot              | Összefoglaló |
| Garda-nagydíj                 | Salò          | Október 17.    | Aymo Maggi          | Bugatti             | Összefoglaló |

## Végeredmény
Ahhoz, hogy egy istálló teljesítményét értékeljék, ahhoz hazája nagydíján és az olasz nagydíjon kellett minimum részt vennie.
| Poz. | Konstruktőr      | 500 | FRA | SSN | GBR | ITA | Pont |
| ---- | ---------------- | --- | --- | --- | --- | --- | ---- |
| 1    | Bugatti          |     | 1   | 1   | 2   | 1   | 11   |
| 2    | Delage           |     |     | 2   | 1   |     | 21   |
| —    | Miller           | 1   |     |     |     |     | 25   |
| —    | Duesenberg       | 5   |     |     |     |     | 28   |
| —    | Eldridge Special | Ret |     |     |     |     | 29   |
| —    | Fengler          | Ret |     |     |     |     | 29   |
| —    | Schmidt          | Ret |     |     |     |     | 29   |
| —    | Ford             | Ret |     |     |     |     | 29   |
| —    | Talbot           |     |     |     | Ret |     | 29   |
| —    | Halford Special  |     |     |     | Ret |     | 29   |
| —    | Aston Martin     |     |     |     | Ret |     | 29   |
| —    | Chiribiri        |     |     |     |     | Ret | 29   |
| —    | Maserati         |     |     |     |     | Ret | 29   |
| Poz. | Konstruktőr      | 500 | FRA | SSN | GBR | ITA | Pont |